# Les Affinités électives (film, 1996)
Pour les articles homonymes, voir Les Affinités électives (homonymie).
Pour plus de détails, voir Fiche technique et Distribution.
Les Affinités électives (titre italien : Le affinità elettive) est une coproduction franco-italienne de Paolo et Vittorio Taviani sortie en 1996.
Librement inspiré du roman homonyme de Johann Wolfgang von Goethe, le film transpose l'histoire dans le cadre de la Toscane, patrie des frères Taviani.

## Synopsis
Après de nombreuses années de séparation, le baron Edoardo et la comtesse Carlotta, se retrouvent lors d'une réception dans la villa médicéenne de Poggio a Caiano. Jadis, ils se sont aimés passionnément et décident de se marier afin de connaître un bonheur certes tardif, mais réciproquement souhaité.
Alors que le couple semble avoir trouvé son équilibre, le baron invite, contre l'avis de son épouse, un ami d’enfance, l'architecte Ottone. Les pressentiments de Carlotta se révèlent fondées : la présence d'Ottone apporte joie et satisfaction, mais aussi confusion sentimentale dans le ménage. Sur les conseils de Carlotta, Ottilia, leur fille adoptive, les rejoint. La description d’une expérience scientifique, celle des « affinités électives », nous permet déjà de présager la suite de la narration[évasif].

## Fiche technique
Sauf indication contraire, les informations mentionnées dans cette section peuvent être confirmées par la base de données cinématographiques Unifrance,  présente dans la section « Liens externes ».
- Titre original : Le affinità elettive
- Titre français : Les Affinités électives
- Réalisation : Paolo Taviani et Vittorio Taviani
- Scénario : Paolo Taviani et Vittorio Taviani, d'après le roman Les Affinités électives (Die Wahlverwandtschaften) de Johann Wolfgang von Goethe
- Production : Jean-Claude Cecile et Grazia Volpi
  - Producteurs associés : Claudio Amram et Anna Rita Appolloni
- Musique originale : Carlo Crivelli
- Photographie : Giuseppe Lanci
- Montage : Roberto Perpignani
- Décors : Gianni Sbarra
- Costumes : Lina Nerli Taviani
- Pays d'origine :  Italie |  France
- Langue : italien
- Durée : 98 minutes
- Genre : drame psychologique
- Date de sortie : 
  - Italie : 17 mai 1996
  - France : 16 mai 1996 (Festival de Cannes 1996) ; 11 juin 1997 (sortie nationale)
  - Belgique : 30 avril 1997

## Distribution
- Isabelle Huppert : Carlotta / Charlotte
- Fabrizio Bentivoglio : Ottone / Othon
- Jean-Hugues Anglade : Edoardo / Edouard
- Marie Gillain : Ottilia / Ottilie
- Massimo Popolizio : Le marquis
- Laura Marinoni : La marquise
- Consuelo Ciatti : Le régisseur
- Stefania Fuggetta : Agostina / Augustine
- Massimo Grigo : Le serveur
- Adelaide Foti : Albergatrice
- Giancarlo Carboni : Le docteur

## Réception critique
Après Le Pré (1979), La Nuit de San Lorenzo (1982) et Fiorile, Les Affinités électives est le quatrième film des frères Taviani dont l'action se situe entièrement en Toscane, région d'origine des réalisateurs. Si, dans cette adaptation, « le roman de Gœthe apparaît un peu réduit (...), le paysage avec sa beauté archaïque et sa magnificence, les aide - comme toujours -, à surmonter les difficultés de la mise en scène de l'une des œuvres les plus profondes de la littérature occidentale », écrit Sandro Bernardi dans le chapitre Paysages toscans.
« La beauté du paysage toscan est toujours mystérieuse et contradictoire dans les films de Taviani : elle est à la fois cruelle dans son indifférence et son éloignement millénaire, et indiciblement proche, comme si elle voulait participer à nos plus violentes émotions ; elle semble parfois vouloir rasséréner notre âme tourmentée par la douceur et la sérénité quelle inspire, ou au contraire, insuffler l'inquiétude dans les esprits les plus paisibles. C'est une "nature sensible", comme dirait Eisenstein, (...) qui a toujours été une source d'inspiration pour les deux frères », ajoute-t-il.